# Idol (japońska popkultura)
Idol (jap. アイドル aidoru; z ang. „idol”) – w japońskiej popkulturze młoda osoba medialna (piosenkarka, aktorka, modelka itp.), w większości przypadków nastoletnia, która jest uważana za szczególnie atrakcyjną i uroczą. Nie każda młoda gwiazda jest uważana za idola; młode gwiazdy, które chcą kultywować zbuntowany wizerunek, tak jak wielu muzyków rockowych, odrzucają etykietę „idola”. Idole to odrębna kategoria japońskich artystów.
Idolem jest zazwyczaj młoda kobieta zatrudniona przez agencje obsługi talentów, która nie musi być szczególnie piękna czy utalentowana, ale musi być urocza i musi umieć przyciągać fanów swoją osobowością. Przeznaczeniem idoli jest bycie idealnym obiektem adoracji fanów.
Muzyka wykonywana przez idoli należy do gatunku j-pop oraz j-idol, są to głównie bezpretensjonalne, sentymentalne piosenki. W swoim codziennym życiu idole muszą być zgodni z kreowanym przez nich stylem, mieć idealny wizerunek publiczny i być przykładem dla młodego pokolenia.
Podkategorie japońskich idoli obejmują: gravure idol, bandol, junior idol, net idol, seiyū idol, virtual idol, AV idol, akiba-kei idol, johnny, local idol, underground idol i idoli japońsko-koreańskich.

## Historia

### 1960–1980: Okres powojenny i początki idoli

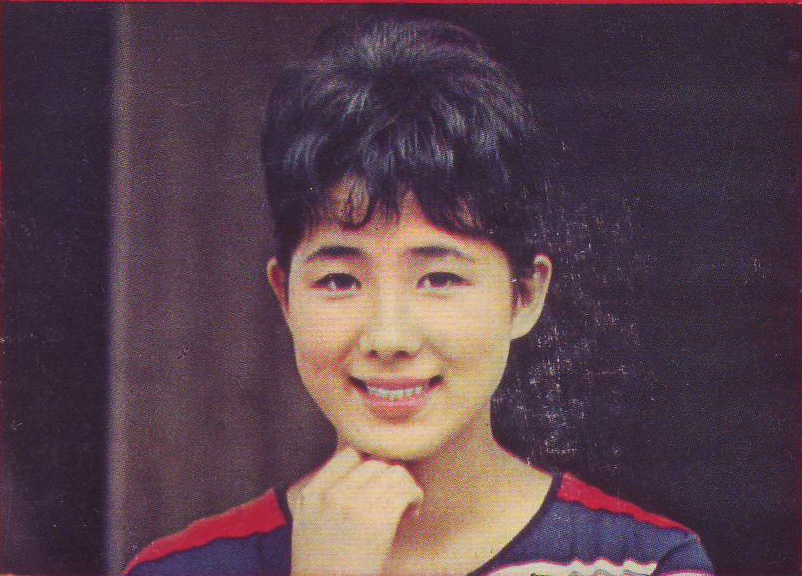
Na zdjęciu Yukari Itō, która jest jedną z japońskich piosenkarek pop, która zdominowała lata 60. i 70.

Popularność młodych piosenkarek można prześledzić na przykładzie Sayuri Yoshinagi w latach 60., a także Takarazuka Revue i przedstawień teatralnych z okresu Meiji. W 1962 roku Johnny Kitagawa założył firmę Johnny & Associates i stworzył grupę Johnnys, która z perspektywy czasu jest uważana za pierwszą grupę idoli w Japonii. Przypisuje mu się również pionierski system stażystów (idoli), w którym utalentowani chłopcy byli przyjmowani do agencji w młodym wieku i szkolili się nie tylko ze śpiewu, ale także z tańca i aktorstwa, dopóki nie byli gotowi do debiutu. Jednak określenie „idol” nie zostało zdefiniowane przez japońskie media aż do listopada 1964 roku, kiedy to francuski film „Cherchez l’idole” z 1963 roku pojawił się na ekranach japońskich kin pod tytułem „Aidoru o Sagase” (アイドルを探せ (pl. „Szukajcie idola”)). Wtedy to wielu japońskich widzów zainteresowało się Sylvie Vartan, której piosenka „La plus belle pour aller danser” z filmu „Cherchez l’idole” sprzedała się w Japonii w ponad milionie egzemplarzy, a sama Vartan była uwielbiana za swój młody i uroczy wygląd oraz talent muzyczny, co doprowadziło do tego, że japoński przemysł rozrywkowy przypisał słowo „idol” piosenkarzom o podobnej estetyce.
W tamtym czasie telewizja wywierała ogromny wpływ na popularność fenomenu idoli, gdyż począwszy od lat 70., wielu idoli rekrutowano w ramach programów przesłuchań. Ponadto, dostępność domowych telewizorów zapewniała widzom większy dostęp do oglądania idoli w dowolnym czasie w porównaniu np. z chodzeniem do teatru. Niektóre z idolek zwerbowanych przez telewizję m.in. Momoe Yamaguchi, Junko Sakurada, Saori Minami i Mari Amachi były jednymi z bardziej popularnych postaci w tym okresie, wraz z grupami takimi jak Candies i Pink Lady. Saori Minami, która zadebiutowała w 1971 roku, została uznana przez badacza Masayoshiego Sakaiego za punkt zwrotny, kiedy nastoletnie gwiazdy stały się popularne w mediach głównego nurtu. Popularność idoli wzrosła w latach 70., ponieważ oferowali oni widzom ucieczkę od sytuacji politycznej i radykalnych ruchów studenckich.
Idole w tamtych czasach byli postrzegani jako osoby ulotne ze względu na to, jak krótko trwała ich kariera i jak znikali z życia publicznego po przejściu na emeryturę. Publicznie idole podejmowali działania mające na celu odgrywanie wyrazistej postaci i podtrzymanie iluzji doskonałości między innym poprzez zachowanie dziewiczego wizerunku. Inne przykłady to zakaz korzystania z toalet w miejscach publicznych i odpowiadanie w wywiadach na pytania o ulubione jedzenie kobieco brzmiącymi odpowiedziami, takimi jak „truskawki” czy „ciasto”.

### 1980–1990: „Złote Lata Idoli”

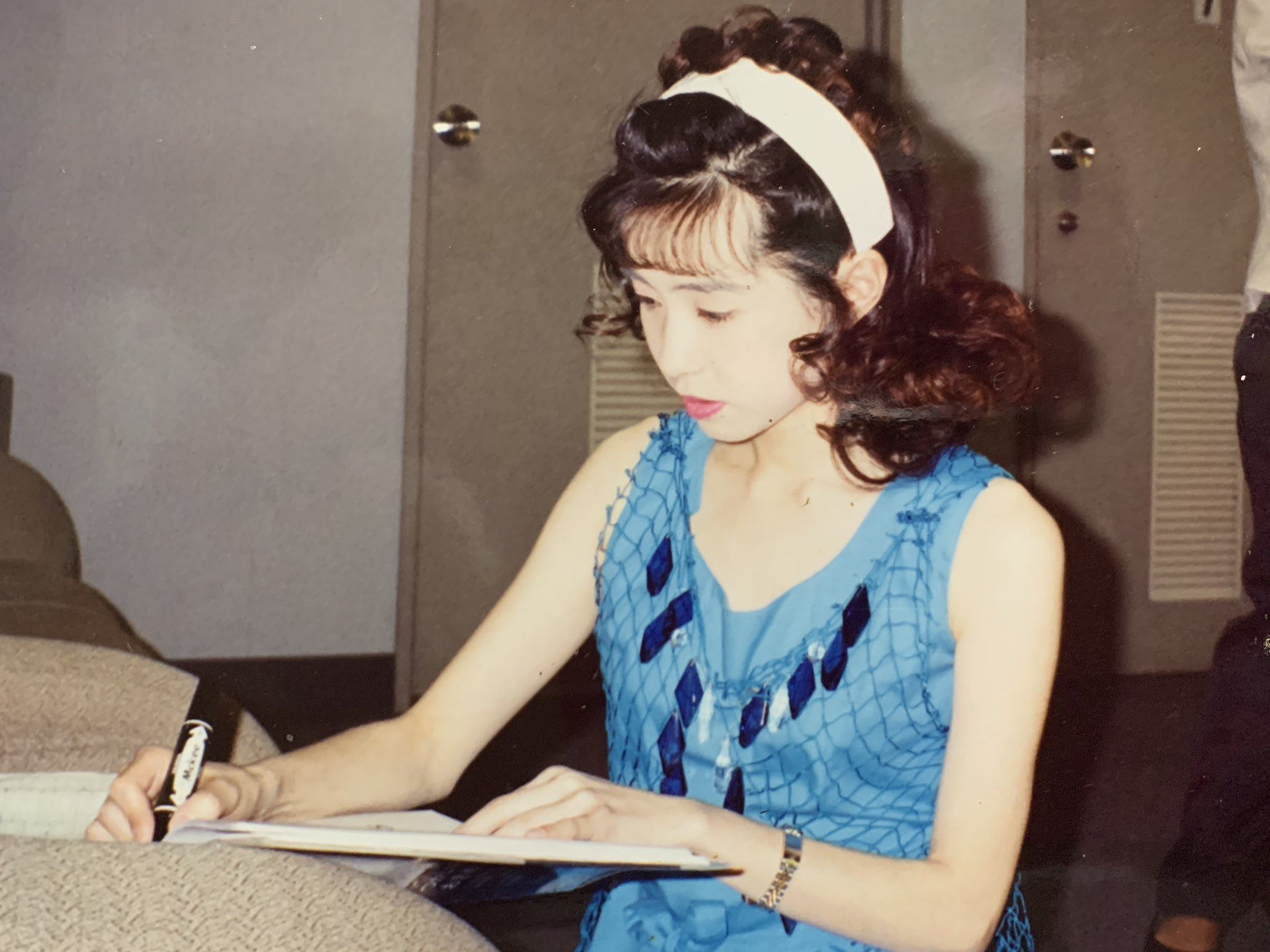
Yūyu z grupy Onyanko Club rozdająca autografy w 1993 roku

Wpływ, jaki idole mieli na telewizję, sprawił, że lata 80. były znane jako „Złote Lata Idoli”, częściowo ze względu na bańkę gospodarczą Japonii i rosnące komercyjne zainteresowanie nimi. Kilka postaci, które zdefiniowały te lata, to Seiko Matsuda, Akina Nakamori, Kyōko Koizumi i grupa Onyanko Club. Programy telewizyjne, w których występowali idole, często cieszyły się wysoką oglądalnością. Agencja reklamowa Dentsu stworzyła również model biznesowy „CM idol”, w którym idole mogli zdobyć sławę poprzez śpiew i występy w reklamach.
Do zmiany postrzegania idoli przez społeczeństwo z profesjonalnych gwiazd na zwykłe uczennice, przyczyniła się grupa Onyanko Club, której członkinie zdobywały doświadczenie w trakcie swojej kariery. Byli również pierwszą grupą, która wprowadziła „system graduacji”, w którym starsze członkinie opuszczały grupę, podczas gdy nowe i niedoświadczone, dołączały do niej, przy czym system ten został nazwany w taki sposób, ponieważ grupa była podobna do szkolnego klubu. Onyanko Club doprowadził również do tego, że idole stali się ściśle związani z telewizją, ponieważ elementy wizualne stały się ważne dla ogólnej przyjemności z ich muzyki.
W tym samym czasie również męscy idole zyskali popularność, a występy grup z agencji Johnny & Associates normalizowały idoli śpiewających i tańczących jednocześnie. Za sprawą Johnny’ego Kitagawy prezesa firmy Johnny & Associates kontrolującego media i naciskającego na niektóre programy, aby nie zapraszać męskich idoli z konkurencyjnych agencji, niewielu z nich osiągało taki sam sukces jak idole Johnny’ego.
Około 1985 roku, idole nie byli już tak popularni jak w poprzednich latach, po tym, jak społeczeństwo rozczarowało się systemem idoli.

### 1990–2000: „Okres Zimowy Idoli” i dziecięcy idole

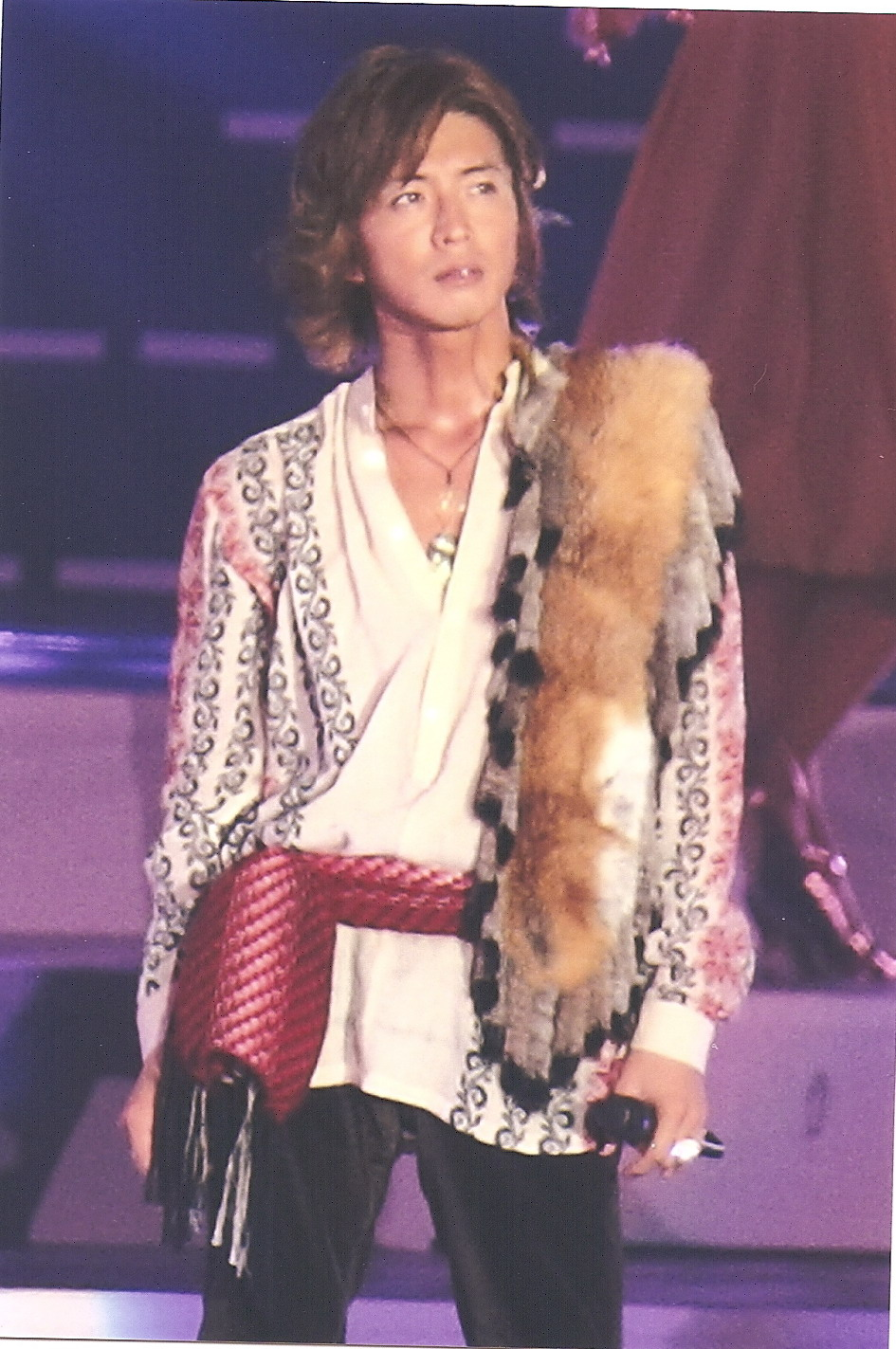
Takuya Kimura członek popularnej grupy SMAP, która zdobyła popularność w latach 90.

W latach 90. zainteresowanie publiczności idolami wciąż słabło, ponieważ publiczność straciła zainteresowanie śpiewem i programami przesłuchań, szczególnie z powodu zmiany nastawienia spowodowanej załamaniem gospodarczym Japonii. Natomiast media stworzyły termin „Okres Zimowy Idoli” (jap. アイドル冬の時代 Aidoru Fuyu no Jidai), aby opisać stagnacje przemysłu idoli rozpoczynającą się w 1990 roku. W tym czasie większość młodych ludzi miała aspiracje do miana artysty nie idola.
Podczas tego spadku, publiczne postrzeganie idolek ponownie zmieniło się z niedoświadczonych amatorek na silne, niezależne kobiety, częściowo dzięki zmianie publicznego wizerunku Seiko Matsudy. Wtedy też Namie Amuro stała się sławna jako wokalistka grupy Super Monkey’s i zyskała popularność wśród młodych dziewcząt, które naśladowały jej styl. W tym samym czasie grupa Speed zyskiwała grono fanów. Jednak ani Amuro, ani Speed nie określali się mianem idoli. A z powodu braku rozgłosu na temat idoli w telewizji, wielu ludzi zwróciło się w stronę internetu.
Wtedy też Johnny & Associates zaobserwowali popularność byłego członka grupy Shibugakitai, Hirohide Yakumary, który odnosił sukcesy jako prowadzący programy rozrywkowe, co skłoniło ich do opracowania i wprowadzenia na rynek swoich obecnych działań z różnymi osobistościami publicznymi. Grupy z tej firmy zaczęły zdobywać większą uwagę, przyciągając fanów z Hongkongu i Tajwanu, a ich sukces marketingowy sprawił, że wielu innych idoli zrobiło to samo.
W połowie lat 90. nastąpił wzrost liczby młodych idoli w wieku szkolnym, co media określiły jako „chidol boom” w wolnym tłumaczeniu „boom na dziecięcych idoli”. Termin „chidol” został stworzony przez dziennikarza Akio Nakamoriego w magazynie Weekly Spa!. W latach 2000 „chidol” był rzadziej używany i ostatecznie został zastąpiony terminem „junior idol”, aby legitymizować ich jako część przemysłu idoli, jak również usunąć nacisk na ich wiek.

### 2000–2020: Ponowna popularność medialna i „Okres Walki Pomiędzy Idolami”

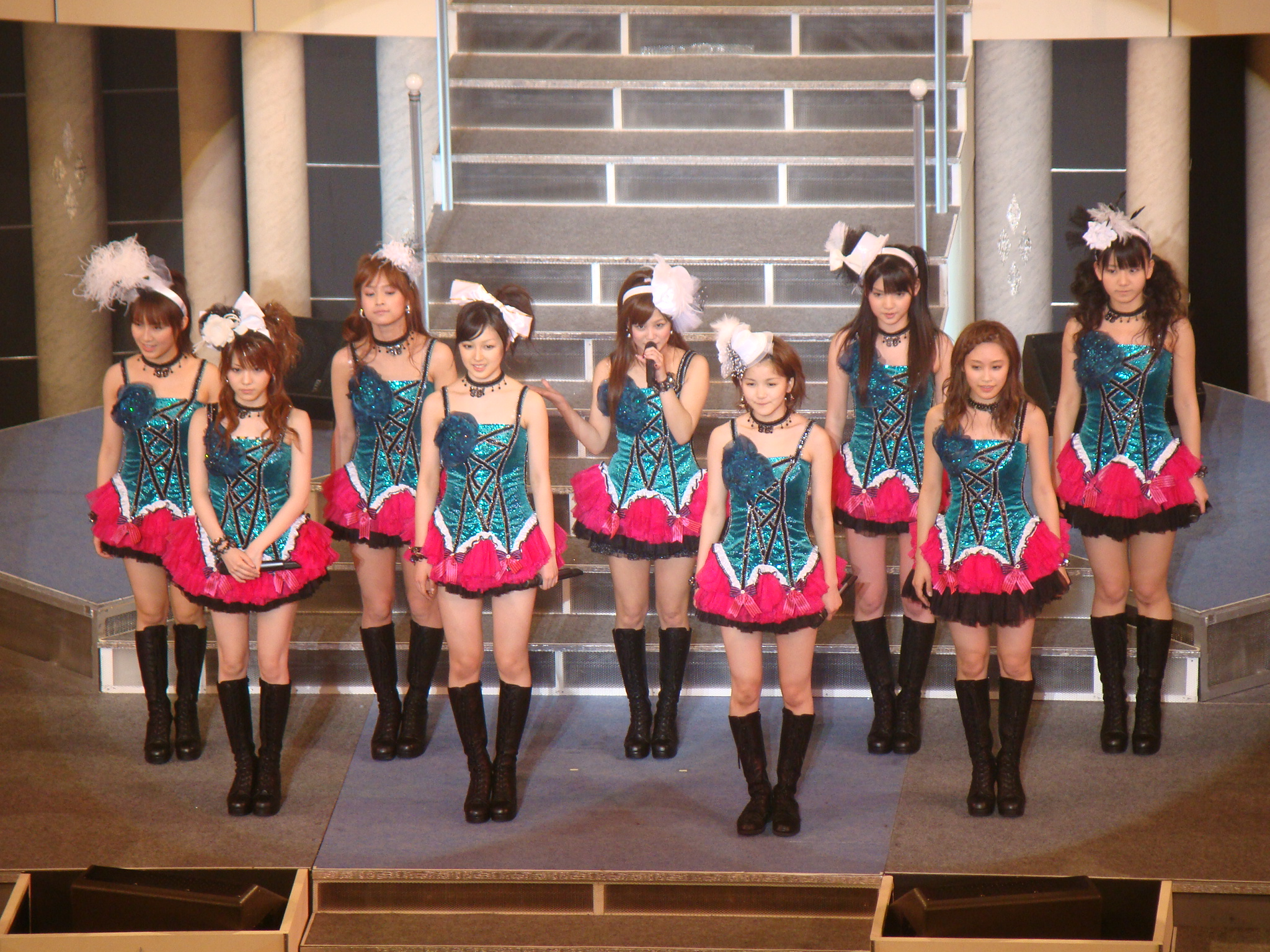
Zdjęcie grupy Morning Musume wykonane w 2009 roku

W pierwszej dekadzie XXI wieku nastąpił ponowny wzrost popularności grup idoli po debiucie Morning Musume w 1997 roku i utworzeniu Hello! Project promującego dziewczęce grupy muzyczne. Mniej więcej w tym samym czasie nastąpił wzrost liczby modelek gravure idol, które konkurowały w sprzedaży magazynów i fotoksiążek. Ponadto aktorki głosowe (seiyū), takie jak Yui Horie, Nana Mizuki i Yukari Tamura, które podkładały głosy różnym postacią serii anime były reklamowane jako idolki, aby promować je zarówno jako seiyū, jak i wokalistki.
Podczas gdy idole na krótko doświadczyli kolejnego spadku popularności po 2002 roku, debiut grupy AKB48 w 2005 ponownie postawił na nogi branże idoli, następnie grupa stała się znana jako „Narodowa Grupa Idoli”. Publiczny wizerunek idoli był zróżnicowany, a każda grupa miała określoną koncepcję przemawiającą do konkretnego odbiorcy. Aby wyrazić różnorodność idoli, grupa AKB48 wraz z Shoko Nakagawa i Leah Dizon wykonały składankę piosenek zatytułowaną „Special Medley: Latest Japan Proud Culture” na Kōhaku Uta Gassen w 2007 roku, zaprezentowaną jako „Akiba-kei idol”, a każdy z występów był opisywany jako inny podgatunek idoli.

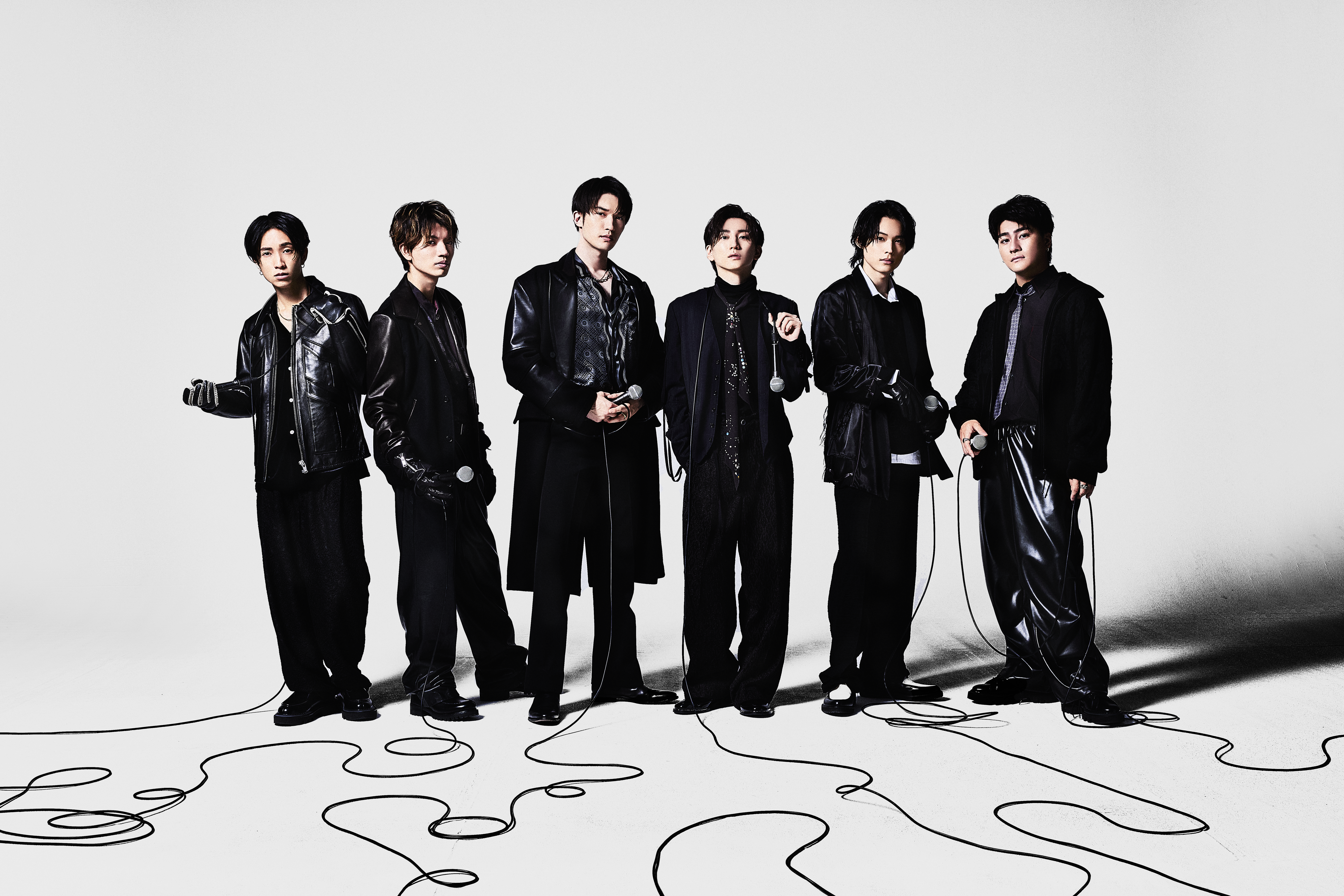
Oficjalne zdjęcie grupy SixTONES

Przemysł idoli doświadczył gwałtownego wzrostu na początku lat 2010, a media utworzyły przydomek „Okres Walki Pomiędzy Idolami” (jap. アイドル戦国時代 Aidoru Sengoku Jidai), aby opisać to zjawisko. Między innymi nowo powstała grupa Nogizaka46 była głównym rywalem AKB48. Prawnik Kunitaka Kasai wymienił internet jako powód szybkiego rozwoju idoli, ponieważ każdy może przesyłać filmy na strony internetowe, a model biznesowy AKB48 zachęcał do tego jeszcze bardziej poprzez tworzenie większej ilości możliwości interakcji z fanami. Drama telewizyjny „Amachan” z 2013 roku również zainspirowała pojawieniem się większej liczby grup idoli, z których większość to „lokalni idole”, którzy przede wszystkim występowali w określonych społecznościach. Kilka niezależnych grup idoli takich jak Dempagumi.inc, Dorothy Little Happy czy Rev. from DVL również było w stanie przebić się do głównego nurtu.
Od roku 2010 odbywa się Tokyo Idol Festival największy festiwal koncertowy idoli. W 2017 roku wystąpiło na nim ponad 200 grup idoli w tym około 1500 samych idoli, a festiwal przyciągnął ponad 80 tys. widzów. Z kolei w 2014 roku około 486 tys. osób wzięło udział w koncertach grup AKB48 i Momoiro Clover Z odbywających się na żywo, co było najwyższym wynikiem wśród wszystkich żeńskich muzyków w Japonii. W 2017 roku w Japonii było ponad 10 tys. nastoletnich dziewcząt, które występowały jako idolki. Według ankiet przeprowadzonych przez Nikkei Momoiro Clover Z została uznana za najpopularniejszą grupę idolek w latach 2013–2017. W 2018 roku współpraca pomiędzy wytwórniami z Japonii i Południowej Korei doprowadziła do powstania popularnej grupy IZ*ONE. W 2019 roku istniało ponad 3 tys. żeńskich grup idolek. Natomiast latem tego samego roku podczas solowego występu Johnny’s Jr. w Tokyo Dome po raz pierwszy od 19 lat ogłoszono niespodziankę, którą był jednoczesny debiut dwóch grup idoli SixTONES i Snow Man.

### Od 2020: Debiut nowych grup oraz tworzenie globalnych
W 2020 roku grupy inspirowane k-popem takie jak JO1 i NiziU, o których można powiedzieć, że są dedykowane globalnej bazie odbiorców, zadebiutowały po wspólnym wysiłku japońskich i południowokoreańskich agencji. W 2021 roku zadebiutowała grupa Naniwa Danshi, która podąża drogą poprzedników Johnny’ego. Rok później w 2022 roku światowy debiut miała grupa Travis Japan, która szkoliła się w USA. W 2023 roku film „Even If This Love Disappears from the World” z udziałem Shunsuke Michieda z Naniwa Danshi stał się bezprecedensowym hitem w Korei Południowej. Ponadto Raul z grupy Snow Man pojawił się na „Paris Fashion Week”, a grupa zyskała rozgłos za granicą.

## Podkategorie japońskich idoli
Różnorodność japońskiego przemysłu idoli stworzyła kilka rynków podkategorii, z których każda ma określoną koncepcję przemawiającą do określonej publiczności.
- AV idol (jap. AV アイドル AV aidoru) – ta podkategoria ogólnie odnosi się do aktorek i modelek pornograficznych, a branża ta pojawiła się po raz pierwszy w latach 80. XX wieku[45].
- Bandol (jap. バンドル Bandoru) – to grupy idoli, którzy grają na instrumentach i występują jako zespoły. Termin ten pojawił się po raz pierwszy w latach 2000 jako skrót wyrażenia „Nowy gatunek, który nie jest ani zespołem, ani idolem” (jap. バンドでもないアイドルでもない新ジャンル Bando demo nai aidoru demo nai arata janru), który był używany do opisania koncepcji marketingowej zespołu Zone[46][47].
- Gravure idol (jap. グラビアアイドル Gurabia aidoru) – to modelki, które pozują na prowokacyjnych sesjach zdjęciowych w strojach kąpielowych i bieliźnie głównie do magazynów i fotoksiążek skierowanych dla mężczyzn[48]. W 1995 roku po tym, jak Akiko Hinagata stała się wschodzącą gwiazdą, do jej opisu zaczęto używać terminu „gravure idol”[49]. W latach 2000 nastąpił znaczny rozwój tej branży, a modelkami było wiele kobiet o różnych typach urody[49][20][23].

- Seiyū idol (jap. アイドル声優 Aidoru seiyū) – począwszy od lat 70. kilku aktorów głosowych z anime i gier wideo oprócz aktorstwa głosowego, odniosło również udane kariery wokalne[24][25]. Wczesnymi przykładami aktorów głosowych, którzy przypominali idoli, byli seiyū Mobile Suit Gundam, Toshio Furukawa i Tōru Furuya na przełomie lat 70. i 80., którzy zyskali znaczną popularność wśród damskiej widowni po utworzeniu zespołu Slapstick[24][53]. W latach 80. piosenkarka i idolka Noriko Hidaka ostatecznie została aktorką głosową, zdobywając uznanie po serii anime „Touch”, gdzie podkładała głos głównej postaci[24]. Począwszy od lat 90. kilku aktorów głosowych prowadziło z powodzeniem równolegle kariery wokalne obok aktorstwa głosowego, m.in. Hekiru Shiina, Mariko Kōda i Megumi Hayashibara[24]. Gdy w latach 2000 przemysł anime zaczął produkować więcej późnych serii nocnych, termin „seiyū idol” został spopularyzowany, a większość aktorów głosowych popularnych wśród fanów zaczęło pojawiać się w telewizji[24]. Podczas gdy poprzednie przykłady dotyczyły aktorów głosowych, którzy przypadkowo przyciągali fanów poprzez swoją karierę wokalną lub byłych piosenkarzy i idolów, którzy zwrócili się ku aktorstwu głosowemu, Yui Horie, Yukari Tamura i Nana Mizuki zostały celowo wykreowane i wprowadzone na rynek jako aktorzy głosowi przez ich wytwórnie[24][25]. Mniej więcej w czasie, gdy miał miejsce „Okres Walki Pomiędzy Idolami” od połowy do końca lat 2000, nastąpił znaczny rozkwit głosowych idoli działających w anime, a Oricon wymienił jako przykłady Aye Hirano i Koharu Kusumi, ponieważ obie były uznanymi aktorkami i piosenkarkami w głównym nurcie japońskiej rozrywki przed rozpoczęciem aktorstwa głosowego[25]. W szczególności Hirano była silnie promowana jako idolka w szczycie swojej kariery aktorstwa głosowego, od końca lat 2000 do początku lat 2010[54]. Podczas gdy powiązania postaci anime ze śpiewanymi przez nich piosenkami stały się powszechne w przemyśle filmowym, niektórzy aktorzy głosowi zaczęli również pojawiać się w telewizji, na scenie i koncertach jako ich bohaterowie, co doprowadziło do bliskiego powiązania postaci z osobą która użyczała jej głos[55].
- Idol Japońsko-Koreański (jap. 日韓アイドル Nikkan aidoru) – podczas gdy japońskie i południowokoreańskie agencje współpracując ze sobą, stworzyły w przeszłości wspólne grupy idoli jak np. Route 0 w 2002 roku, to podczas trzeciej koreańskiej fali w połowie do późnych lat 2010, termin ten ponownie pojawił się w odniesieniu do współpracujących grup idoli promujących się głównie w Japonii, ale poprzez muzykę, stylizację, marketing i prezentację prowadzoną w branży k-pop[56][57]. Najlepszym przykładem jest Iz*One w 2018 roku, następnie JO1 i NiziU w 2020 roku[58].
- Johnny (jap. ジャニーズ Janīzu) – męscy idole zakontraktowani przez Johnny & Associates są nazywani przez media „idolami Johnny’ego” to określenie obejmują grupy takie jak np. SMAP, KAT-TUN czy Arashi, które prowadziły silne kariery zarówno indywidualne, jak i grupowe[6]. Idole Johnny’ego rzadko pojawiają się w negatywnych artykułach w prasie bądź mediach, ze względu na wpływ Kitagawy wywierany na media[15]. Odkąd agencja została założona przez Johnny’ego Kitagawę, który jest uznawany za pioniera systemu szkolenia idoli i popularyzację aspektu występów współczesnych idoli, firma utrzymuje dominującą pozycję w przemyśle męskich idoli w Japonii, przy czym Kitagawa cały czas naciskał na media, aby ograniczyć publikację na temat męskich idoli z innych firm, aż do swojej śmierci w 2019 roku[7][59].

- Junior idol (jap. ジュニアアイドル Junia aidoru) – to piosenkarze i modele gravure idol, którzy zazwyczaj mają 15 lat i mniej. W latach 90. wiele młodych dziewcząt zostało zwerbowanych do zostania idolkami, co doprowadziło do tego, co media nazwały „chidol boom” (チャイドルブーム), z terminem „chidol” (połączenie słów „child” i „idol” (pl. „dziecko”, „idol”)) stworzonym przez dziennikarza Akio Nakamoriego w magazynie Weekly Spa![62]. W latach 2000 termin „chidol” był rzadziej używany i został ostatecznie zastąpiony terminem „junior idol”, aby zakwalifikować ich jako część przemysłu idoli, jak również usunąć nacisk na ich wiek[22]. Chociaż branża ta jest nadal uważana za legalną w Japonii, była krytykowana za seksualne wykorzystywanie nieletnich[63][64][65]. Wielu dystrybutorów młodszych idoli zostało zamkniętych po tym, jak posiadanie pornografii dziecięcej zostało zdelegalizowane w Japonii w 2014 roku[66].

- Local idol (jap. ローカルアイドル Rōkaru aidoru) – nazywani również „gotōji aidoru” (ご当地アドル) i „chihō aidoru” (地方アイドル) lub w skrócie „locodol” (jap. ロコドル Rokodoru), to lokalni idole promujący się przede wszystkim na obszarach wiejskich i w określonych społecznościach, gdzie dostęp do celebrytów jest ograniczony. Pojawienie się lokalnych idoli sięga początku XXI wieku wraz z Perfume i Negicco. „Okres Walki Pomiędzy Idolami” w latach 2010 doprowadził do wzrostu liczby lokalnych idoli, a japońska drama telewizyjna „Amachan” z 2013 roku przyspieszyła ich wzrost. Dziennikarz Mamoru Onoda szacuje, że od 2021 roku działa około 2000 lokalnych idoli. Większość lokalnych grup idoli jest zarządzana niezależnie, opierając się na popularności przekazywanej ustnie. Kilka lokalnych grup idoli, które weszły do mediów głównego nurtu to Rev. from DVL i Dorothy Little Happy, pierwsza z nich po tym, jak zdjęcie ówczesnej członkini Kanny Hashimoto stało się popularne w internecie[30][32].
- Net idol (jap. ネットアイドル Netto aidoru) – termin ten po raz pierwszy pojawił się w latach 90. poprzez osobiste strony internetowe i blogi, gdy internet stał się bardziej dostępny, a niektórzy z tych idoli zaczęli sprzedawać towary osobiste, takie jak fotoksiążki, za pośrednictwem swoich stron[70].
- Virtual idol (jap. バーチャルアイドル Bāchuaru aidoru) – wirtualni idole to cyfrowe awatary reprezentujące fikcyjną postać lub osobę. Pierwszym fikcyjnym idolem, który zdobył mainstreamowy rozgłos była Lynn Minmay z Macross w latach 80[71]. W 1997 roku jako pierwszy wirtualny idol powstała Kyoko Date[72][73]. W 2007 roku Crypton Future Media wypuściło Hatsune Miku jako najnowszy dodatek do oprogramowania Vocaloid, która następnie doczekała się pozytywnego przyjęcia przez amatorskich autorów piosenek, z jej postacią i muzyką opartą na treściach generowanych przez użytkowników[74][75].

Wirtualna streamerka Kizuna AI, która po raz pierwszy pojawiła się w 2016 roku, doprowadziła do boomu wirtualnych youtuberów, którzy prowadzą swoją działalność za pośrednictwem cyfrowego awatara na YouTube i innych serwisach streamingowych.
- Underground idol (jap. 地下アイドル Chika aidoru) – undergroundowi idole to niezależnie zarządzani idole, którzy występują w małych lokalach[79]. Są również znani jako „live idol” (jap. ライブアイドル Raibu aidoru) lub „indies idol” (jap. インディーズアイドル, Indīzu aidoru). Tama Himeno i członkini Kamen Joshi, Tomoka Igari, obie idolki undergroundowe, opisują siebie jako różniące się od idolek głównego nurtu nazywanych (地上アイドル, Chijō aidoru) w tym, że idolki undergroundowe są aktywne poprzez występy na żywo, a nie ekspozycję w środkach masowego przekazu lub wydawanie płyt przez duże wytwórnie, co czyni je bardziej dostępnymi dla fanów w porównaniu z idolkami głównego nurtu[80][81]. Przykładem, którego Igari użyła, aby opisać bliskie relacje, jakie undergroundowi idole mają ze swoimi fanami, jest to, że undergroundowi idole organizują wydarzenia związane z uściskiem dłoni i robią zdjęcia znane jako „cheki” (チェキ) aparatem natychmiastowym z fanami po każdym występie na żywo[49].
  - Akiba-kei idol (jap. アキバ系アイドル Akiba-kei aidoru) – idole akiba-kei to rodzaj undergroundowych idoli z dzielnicy Akihabara w Tokio, czerpiących wpływy z kultury otaku. Muzyka idoli akiba-kei jest zazwyczaj sprzedawana jako samodzielnie wydawane płyty CD na Comiket lub są promowane poprzez Niconico. Tych idoli można często zobaczyć występujących na Akihabara Dear Stage. Podczas gdy idole akiba-kei są niszą, Haruko Momoi i Dempagumi.inc są wymieniane jako przykłady idoli akiba-kei przebijających się do mediów głównego nurtu[31][82]. Producentka muzyczna Dempagumi.inc, Maiko Fukushima, opisuje muzykę idoli z akiba-kei jako odmienną od piosenek z anime. Fukushima podkreśla jednak, że piosenki z gier R-18 były również kluczowymi w muzyce akiba-kei. W 2007 roku Vocaloid wywarł ogromny wpływ na rozwój muzyki akiba-kei i kultury idoli. AKB48, jedna z najbardziej rozpoznawalnych w całym kraju japońskich grup idoli, wywodzi się z Akihabary, ale nie jest uważana za grupę akiba-kei[31].

## Teoria
Dr Hiroshi Aoyagi zasugerował, że japońskie idolki są współczesną wersją gejsz, kobiety, której sztuka polega na wykonywaniu wysoce wystylizowanej i sztucznej interpretacji idealnego kobiecego piękna. Wskazuje on również na podobieństwa do fenomenu praktyk rytualnych w innych kulturach. Bądź tradycyjnych instytucji zanikających w wyniku modernizacji i industrializacji. Aoyogi twierdzi, że środki masowego przekazu coraz częściej pełnią tę funkcję, a znani w całym kraju nastoletni idole w rzeczywistości odgrywają ważną rolę dla swoich odbiorców.

## Synkretyzm i asymilacja w innych kulturach
Chociaż format japońskich idoli był unikalny dla Japonii, schemat artystyczny oparty na wizerunku kawaii, który charakteryzuje rynek idoli, został skopiowany w kilku krajach azjatyckich, takich jak Hongkong i Korea Południowa, które od lat 80. XX wieku przyswoiły sobie ten format, wdrażając go z pewnymi wariacjami zgodnie z własną kulturą. Podobnie w Ameryce Łacińskiej mówi się o ruchu idola, jako nawiązaniu do ekspansji japońskiego formatu idoli w krajach hiszpańskojęzycznych. Z kolei w Meksyku istnieją już ugruntowane i udokumentowane ekspresje idoli tego typu.

## Wybrana lista japońskich grup idolowych
Jest to selektywna lista japońskich grup idolowych (grup muzycznych składających się z idoli), podzielona na projekty lub agencje talentów.
- AKB48[84]
- Stardust Promotion (agencja talentów)
  - Momoiro Clover Z[85]
  - Shiritsu Ebisu Chugaku[86]
  - Takoyaki Rainbow
- Hello! Project (projekt)
  - Morning Musume[87]
  - °C-ute[88]
  - Berryz Kōbō[89]
  - S/mileage[90]
  - Juice=Juice[91]
  - Buono![92]
- Fairies[93]
- 9nine[94]
- Sakura Gakuin[95]
- Johnny & Associates (agencja talentów, specjalizuje się w boys bandach)
  - Arashi
  - Kanjani Eight
  - KAT-TUN
  - NEWS